# Generalgouvernement Frankfurt
Das Generalgouvernement Frankfurt (damalige amtliche Bezeichnung: General-Gouvernement des Großherzogthums Frankfurt und des Fürstenthums Isenburg) entstand 1813 während der Befreiungskriege als Verwaltungsorganisation der antinapoleonischen Alliierten, um das im Krieg gegen Napoleon eroberte Großherzogtum Frankfurt zu verwalten. Es bestand bis 1815. Das Generalgouvernement Frankfurt war organisatorisch Teil des Zentralverwaltungsdepartement für die besetzten Gebiete (franz. Département Central d’Administration temporaire), anfangs Zentralverwaltungsrat genannt.

## Organisation

Carl Freiherr vom und zum Stein

Der Freiherr vom Stein schlug dem russischen Kaiser Alexander I. eine Zentralverwaltungsbehörde als Besatzungsbehörde, Beschaffungsstelle für Geld, Waffen und Soldaten vor. In der Leipziger Konvention vom 21. Oktober 1813 nach der siegreichen Völkerschlacht wurde die neue Behörde von Vertretern Österreichs, Russlands, Preußens, Großbritanniens und Schwedens gegründet. Anfangs als Zentralverwaltungsrat noch kollegial organisiert, wurde die Einrichtung nunmehr als Zentralverwaltungsdepartement der Leitung Steins unterstellt, der seine Anweisungen durch einen Diplomatenrat aus Gesandten aller Verbündeten erhielt.
Insgesamt wurden in den besetzten Gebieten sieben Generalgouvernements eingerichtet. Dazu gehörten neben dem Generalgouvernement Frankfurt das Generalgouvernement Sachsen, das Generalgouvernement zwischen Weser und Rhein unter Ludwig von Vincke mit Sitz in Münster und das Generalgouvernement Berg mit Sitz in Düsseldorf, zunächst unter Justus Gruner. Einige Zeit später wurde das Generalgouvernement Mittelrhein mit Sitz in Trier gebildet, dessen Hauptstadt dann in Koblenz und schließlich in Mainz angesiedelt war.
Während die meisten Generalgouvernements unter preußischer Leitung waren, stand das Generalgouvernement Frankfurt unter österreichischer Kontrolle.

## Zeitlicher Verlauf
Nach der Völkerschlacht bei Leipzig dankte Karl Theodor von Dalberg am 28. Oktober 1813 als Großherzog von Frankfurt ab. Das Großherzogtum wurde, nachdem das französische Militär am 2. November die Stadt Frankfurt am Main verlassen hat, ab 6. November 1813 zusammen mit dem Fürstentum Isenburg und dem vorher unter französischer Verwaltung stehenden Niedergrafschaft Katzenelnbogen (Pays réservé de Catzenellenbogen) in das Generalgouvernement Frankfurt übergeleitet, die Ernennung des österreichischen Feldmarschallleutnants Prinz Philipp von Hessen-Homburg zum Generalgouverneur erfolgte ebenfalls an diesem Tage. Schon am 14. Dezember 1813 wurde die reichsstädtische Verfassung Frankfurts provisorisch wiederhergestellt. In der Folgezeit konnte Frankfurt seine Unabhängigkeit weitgehend wieder erlangen. Das in Frankfurt residierende Zentralverwaltungsdepartement für die besetzten Gebiete unter Freiherr vom Stein wurde im Juli 1814 aufgelöst. 1815 wurde Frankfurt gemäß den Beschlüssen des Wiener Kongresses Freie Stadt und Sitz des Bundestages des Deutschen Bundes. Das ebenfalls zum Generalgouvernement gehörige Departement Hanau und der überwiegende Teil des Departements Fulda kam zu Kurhessen, die ehemalige Reichsstadt Wetzlar fiel an Preußen und kleine Teile des ehemaligen fuldischen Gebiets an das Königreich Bayern sowie an Sachsen-Weimar-Eisenach.